# Quarter (ナイトdeライトのアルバム)
『Quarter』（クオーター）は、ナイトdeライトの通算6枚目のアルバム。2018年7月11日発売。

## 概要
ナイトdeライトの5th Album。前作『SHIFT』から約1年4ヶ月振りのオリジナルアルバム。ミニアルバムは『Acoustic Selection』以来4作目。
「Quarter」とは、25セント硬貨の愛称。1ドルの4分の1だが、コインパーキングなどではこのコインしか使えない。それ自体を見ると価値がないように見えるが、それでないといけないというときには何よりも価値のあるものとなる。それが人にも当てはまることだと感じ、このタイトルになったという。
2018年6月1日、ニューアルバム「quarter」を7月11日にリリースすることを発表。同時に先行特典付き購入としてクラウドファンディングを開始。先行特典付き購入者には、直筆サイン付きアルバム・全曲の歌詞・新曲デモ音源・11月18日に行われるZepp Namba(Osaka)ライブ 2階VIP席招待などの特典がついていた。
2018年7月4日、ツアー日程を発表。なお、このツアーは、「UP TO YOU TOUR」と題して、投げ銭ライブ形式で行われた。詳細は『UP TO YOU全国入場無料ツアー』に記載。
『ギターケース』の前に10秒の間がある。

## 収録曲

### リスト
| #         | タイトル                   | 作詞       | 作曲・編曲 | 時間 |
| --------- | -------------------------- | ---------- | ---------- | ---- |
| 1.        | 「can」                    | 長沢紘宣   | 長沢紘宣   | 3:01 |
| 2.        | 「恋から愛へ」             | 三橋恵之矩 | 三橋恵之矩 | 3:44 |
| 3.        | 「いいから俺について来い」 | 長沢紘宣   | 長沢紘宣   | 4:28 |
| 4.        | 「とまり木」               | 平野翔一   | 平野翔一   | 3:27 |
| 5.        | 「自由のペン」             | 田中満矢   | 田中満矢   | 3:53 |
| 6.        | 「幸せでした」             | 三橋恵之矩 | 三橋恵之矩 | 4:43 |
| 7.        | 「eyes」                   | 田中満矢   | 田中満矢   | 4:46 |
| 8.        | 「エデン」                 | 長沢紘宣   | 長沢紘宣   | 4:45 |
| 9.        | 「ギターケース」           | 長沢紘宣   | 長沢紘宣   | 4:04 |
| 合計時間: | 合計時間:                  | 36:51      |            |      |

### 収録曲について
1. can
作詞/作曲:長沢紘宣
東京に慣れていない田舎の人間が思う山手線での出来事をラップ調で歌った曲。
コーラスには長沢だけでなく平野も参加。
2. 恋から愛へ
作詞/作曲:三橋恵之矩
3. いいから俺について来い
作詞/作曲:長沢紘宣
2017年11月24日に札幌で行われた「UP TO YOU LIVE」で初披露。
この曲の完成をきっかけに今回のアルバム制作がスタートしたという。
このアルバムのリード曲。
4. とまり木
作詞/作曲:平野翔一
Radio TxT FM dramacity「ナイトdeライトのクロスオーバー」2018年2月1日放送分で、新曲として平野が弾き語りで初披露。
ナイトdeライトの楽曲としては初めて電子ドラムが使われた。生のドラムと共に使われているため、「ハイブリッドドラム」と呼んでいる。
5. 自由のペン
作詞/作曲:田中満矢
NHKみんなのうたで使われるような子どもの曲が書きたい、という田中の思いから作られた曲。
コーラスは平野。
6. 幸せでした
作詞/作曲:三橋恵之矩
「もしも明日がこなかったら」をテーマに作られた曲。
7. eyes
作詞/作曲:田中満矢
ラジオカロスサッポロ「ナイトdeライトの所帯持ったっていいじゃない」2018年6月15日放送分で音源を初公開。
全部で4回サビがあるが、そのすべてでコード進行が異なる。
8. エデン
作詞/作曲:長沢紘宣
2018年6月7日に東京で行われた「ジョイフェスユース プレ大会」にて初披露。
Aメロとサビで調が異なる。
9. ギターケース
作詞/作曲:長沢紘宣
3rdアルバム「Familia」に収録されている『ハンガー』と同じ立ち位置の曲。
伴奏はアコースティックギターとカホンのみ。
最後は平野が口笛で『ハンガー』を演奏している。
一発本番でレコーディングされ、メンバーの笑い声や会話も入っている。
詞は擬人化したギターケースのギターに向けての言葉。

## ナイトdeライト『UP TO YOU全国入場無料ツアー』
今回のツアーは、UP TO YOU＝あなた次第と題して、全公演 投げ銭ライブ形式で行われた。ツアーファイナルはZepp Namba(Osaka)で、Zeppでのライブは2年連続となる。
|   | 開催日         | 開催地 | 会場              | 備考  |
| - | -------------- | ------ | ----------------- | ----- |
| 1 | 2018年7月12日  | 大阪   | 大阪RUIDO         |       |
| 2 | 2018年8月18日  | 札幌   | cube garden       |       |
| 3 | 2018年8月30日  | 福岡   | Early Believers   |       |
| 4 | 2018年8月31日  | 広島   | CAVE-BE           |       |
| 5 | 2018年9月9日   | 名古屋 | APOLLO BASE       | [ 4 ] |
| 6 | 2018年9月21日  | 沖縄   | OUTPUT            |       |
| 7 | 2018年10月9日  | 東京   | 代官山Loop        |       |
| 8 | 2018年11月18日 | 大阪   | Zepp Namba(Osaka) |       |